# Pygopleurus deuvei
Pygopleurus deuvei – gatunek chrząszcza z rodziny Glaphyridae.

## Taksonomia
Gatunek opisany został w 2007 roku przez O. Montreuila i S. Serriego. Nazwany został na cześć Thierry'ego Deuve, specjalisty od biegaczowatych. Holotypem jest samiec.

## Opis
Ciało długości od 13,5 do 15 mm, czarne. Głowa, przedplecze i tarczka fioletowo-niebieskie do niebieskich, pokrywy żółtawobrązowe z obrzeżeniem epipleur i szwu czarnym z metalicznie ciemnoniebieskim połyskiem, odnóża metalicznie ciemnoniebieskie, buławka czułek i szczęki rudobrązowe, a sternity V i VI, wierzchołek i boki propygidium oraz całe pygidium rude. Na tylnej części nadustka, głowie i dysku przedplecza obecne długie, białe szczecinki. Boki przedplecza, krawędzie epipleur i wierzchołek szwu pokryw ze szczecinkami czarnymi. Między tarczką, a barkami pokryw szczecinki żółtawe i długie, a na pozostałej części ich dysku czarne i krótkie. Głowa, przedplecze i tarczka pomarszczone i gęsto punktowane. Tylne kąty przedplecza szeroko zaokrąglone. Przednie golenie trójząbkowane, przy czym ząbek środkowy blisko nasadowego. Pazurek przednich odnóży krótszy od pozostałych i słabo zakrzywiony.

## Rozprzestrzenienie
Gatunek znany wyłącznie z Iranu.